# Espejismo de amor
Espejismo de amor (título original: Kitty Foyle y subtitulada The Natural History of a Woman) es una película estadounidense de 1940, cuyos protagonistas son Ginger Rogers, Dennis Morgan y James Craig, que está basada en la novela Kitty Foyle del escritor Christopher Morley. Ginger Rogers obtuvo el premio Óscar a la mejor actriz, por su papel protagonista en esta película.

## Argumento
Kitty Foyle es una humilde chica de Filadelfia, que conoce a Wyn Strafford, un rico heredero de una influyente familia de la ciudad. Mantienen una relación amorosa, pero las diferencias sociales crean problemas en la pareja.